# Carlos A. Fernández
Carlos Alberto Fernández (Buenos Aires, 2 de diciembre de 1907-desconocido) fue un abogado y diplomático argentino, que se desempeñó como embajador de su país en Egipto, Brasil y Austria.

## Biografía
Estudió abogacía en la Facultad de Derecho y Ciencias Sociales de la Universidad de Buenos Aires, especializándose en derecho administrativo.
En 1945 fue comisionado municipal en la Capital Federal y ministro de Hacienda y Obras Públicas en el gobierno interventor de la provincia de La Rioja. En 1947 se unió al servicio exterior argentino, cumpliendo funciones en Italia (1947-1951) y Costa Rica (1952-1954).
En 1957 fue ministro de Gobierno y Acción Social y de Hacienda en la intervención de la dictadura autodenominada Revolución Libertadora en la provincia de San Juan.
Entre 1959 y 1961 estuvo destinado en Irlanda, y entre 1961 y 1962 fue embajador en la República Árabe Unida (Egipto), designado por Arturo Frondizi. En la presidencia de José María Guido fue director general de Política del Ministerio de Relaciones Exteriores y Culto entre octubre y diciembre de 1962.
Entre 1963 y 1966 fue embajador en Brasil, designado por Arturo Illia. Fue distinguido con la Orden de Río Branco en grado Gran Cruz. A fines de 1964, el ministro de Relaciones Exteriores y Culto Miguel Ángel Zavala Ortiz gestionó para que la dictadura militar que gobernaba Brasil impidiera el retorno de Juan Domingo Perón del exilio, cuando el avión que lo transportaba fue detenido en el Aeropuerto Internacional de Galeão de Río de Janeiro. Zavala Ortiz llamó por teléfono al embajador Fernández para que le pida a la dictadura del mariscal Humberto de Alencar Castelo Branco que detenga el vuelo de Perón.
Entre 1970 y 1973 fue embajador en Austria, designado por el presidente de facto Roberto Marcelo Levingston.